# Victor Le Guen
Pour les articles homonymes, voir Le Guen.
Victor Le Guen, né le 13 mai 1881 à Kérity-Paimpol (Côtes-du-Nord) et mort le 21 septembre 1935 à Saint-Brieuc (Côtes-du-Nord), est un homme politique français.

## Biographie
Architecte à Saint-Brieuc, il est conseiller municipal en 1912, conseiller général en 1919 et député des Côtes-du-Nord de 1921 à 1932, inscrit au groupe de l'Union républicaine démocratique. Il s'occupe surtout des problèmes de la Marine marchande.

## Sources
- « Victor Le Guen », dans le Dictionnaire des parlementaires français (1889-1940), sous la direction de Jean Jolly, PUF, 1960 [détail de l’édition]